# Arundo
Arundo L. è un genere di piante erbacee perenni della famiglia delle Poacee.

## Etimologia
Arundō o harundō è una voce latina che indica la canna; l'etimologia è dubbia: Ernout e Meillet citano un lavoro di Hjalmar Frisk che la accosta al greco ἄρον áron "gigaro"
.

## Tassonomia
Il genere comprende le seguenti specie:
- Arundo donaciformis (Loisel.) Hardion, Verlaque & B.Vila
- Arundo donax L.
- Arundo formosana Hack.
- Arundo micrantha Lam.
- Arundo plinii Turra

La canna comune (Arundo donax), nativa dell'Asia occidentale e del bacino del Mediterraneo, è considerata specie invasiva in molte aree dove non è nativa. Può raggiungere un'altezza di 9 m con tanti fusti che crescono da un unico rizoma.